# Силко
Силко (*д/н — бл. 450) — 2-й цар держави Нобатія у 420—450 роках.

## Життєпис
Спадкував царю Харамадуе. Продовжив війну проти держави блемміїв, успішно завдав їм поразки на півночі. Напис Силко в храмі Калабші стверджує, що він загнав блемміїв в Східну пустелю. Це сталося після 3 військових кампаній. Вдалося відвоювати міста Кабаша і Тайфа. Став останнім правителем, якого зобразили фараонським способом на стіні давньоєгипетського храму. Мав титул царя нобатів (набатеїв) та ефіопів.
Заснував Пахорас як столицю держави. Активно підтримував поширення візантійської культури, насамперед другою офіційною мовою стала давньогрецька. Сам долучився до коптського православного християнства, але більшість населення й далі сповідувала поганство.